# Joseph Bossert
Joseph François Bossert (n. 30 noiembrie 1851, Blandy⁠(d), Île-de-France, Franța – d. 21 iunie 1906) a fost un astronom francez.
Bossert a început studiul la cincisprezece ani la Observatorul din Paris. A calculat orbite ale unor asteroizi și comete. A fost principalul autor a trei cataloage de stele: 
- Catalogue de 3950 étoiles dont les coordononnés moyennes sont ramenées à l'équinoxe de 1800,0 (1892)
- Catalogue des movements propres de 2641 étoiles (1895)
- Catalogue des étoiles brillantes destiné aux astronomes, voyaguers, ingénieurs et marins (1906)[4]

De asemenea, a fost unul dintre principalii contribuitori la proiectul Astrographic Catalogue, inițiat de Ernst Mouchez în 1887. 
Bossert a câștigat Premiul Lalande al Academiei Franceze de Științe în anul 1888 și Premiul Valz în anul 1896.

## Legături externe
- en  Lucrări de sau despre Joseph Bossert pe Internet Archive
- en  J. Bossert @ SAstrophysics Data Systee